# Roland Guggenberger
Roland Guggenberger (* 31. Oktober 1987) ist ein österreichischer Politiker der Freiheitlichen Partei Österreichs (FPÖ). Seit dem 10. Juni 2025 ist er Abgeordneter zum Wiener Landtag und Mitglied des Wiener Gemeinderates.

## Leben
Roland Guggenberger wurde als Sohn des späteren FPÖ-Landesgeschäftsführers und Mitglieds des Bundesrates Andreas Guggenberger geboren und ist als parlamentarischer Mitarbeiter tätig.
Von 2015 bis 2020 gehörte er als Bezirksrat der Bezirksvertretung in Wien-Margareten an, wo er seit 2023 als FPÖ-Bezirksparteiobmann fungiert. 2024 wurde er Vorstandsmitglied der Freiheitlichen Arbeitnehmer (FA) Wien.
Nach der Landtags- und Gemeinderatswahl in Wien 2025 wurde er in der konstituierenden Sitzung der 22. Wahlperiode am 10. Juni 2025 als Abgeordneter zum Wiener Landtag und Gemeinderat angelobt. Dort wurde er Mitglied im Gemeinderatsausschuss für Wohnen, Wohnbau, Stadterneuerung und Frauen, im Immunitätskollegium sowie Schriftführer des Gemeinderates und des Landtages.